# Гай Кассий Лонгин (юрист)
Гай Ка́ссий Лонги́н, или Кассий (лат. Gaius Cassius Longinus; родился, предположительно, около 5 года до н. э., Римская империя — умер в 70-х годах, Рим, Римская империя), — один из наиболее видных древнеримских юристов, непосредственный ученик Мазурия Сабина и продолжатель «школы» последнего, иногда называемой также по его имени и «кассианской школой».

## Биография
Гай Кассий Лонгин в 30 году, совместно с Луцием Невием Сурдином, занимал должность консула-суффекта. В 40—41 годах, в самом конце правления Калигулы, он в качестве проконсула управлял Азией, а при Клавдии, в 45—49 годах, служил императорским легатом в Сирии. Известно, что Кассий занимал выдающееся положение в сенате благодаря глубоким познаниям в праве и, не в последнюю очередь, волевому характеру.
В правление Нерона Кассий подвёргся изгнанию на Сардинию, где ослеп. Непосредственной причиной репрессий стало то, что среди изображений предков он сохранил изображение Гая Кассия Лонгина, одного из участников заговора против Юлия Цезаря. Тем не менее, скончался выдающийся юрист в Риме, будучи в 70-е годы возвращён Веспасианом.
Среди современников и последующего поколения правоведов Кассий пользовался огромным авторитетом, о чём свидетельствуют его характеристики: «prudentissimus vir», «iuris auctor», «Cassianäe scholae princeps ac parens».
Кассий написал целый ряд юридических трактатов, главным из которых являются «Libri (или Commentarii) juris civilis». Они известны лишь в передаче позднейших юристов, а в «Дигестах» цитируются только по «Iavoleni libri XV ex Cassio». Из сохранившихся отрывков видно, что Кассий, следуя направлению Мазурия Сабина, является и оригинальным мыслителем, самостоятельным в системе и взглядах на вопросы права.